# Sankt Bartholomä
Sankt Bartholomä est une commune autrichienne du district de Graz-Umgebung en Styrie.

## Géographie

### Situation géographique
La commune de Sankt-Bartholomä est située à environ 15 km à l'ouest de Graz dans le district de Graz-Umgebung en Styrie occidentale. Le village est situé sur une hauteur surplombant le Liebochbach, un affluent du Kainach.

### Divisions
Les divisions du villages sont (données 2011):
- Jaritzberg 496,95 ha / 583 habitants
- Lichtenegg 288,94 ha / 139 habitants
- Reiteregg - / 175 habitants
- St. Bartholomä 389,38 ha / 475 habitants

### Communes limitrophes
|            | Gratwein         | Sankt Oswald bei Plankenwarth |
| Stallhofen | Sankt Bartholomä | Rohrbach                      |
|            | Hitzendorf       |                               |